# Roque Joaquín de Alcubierre

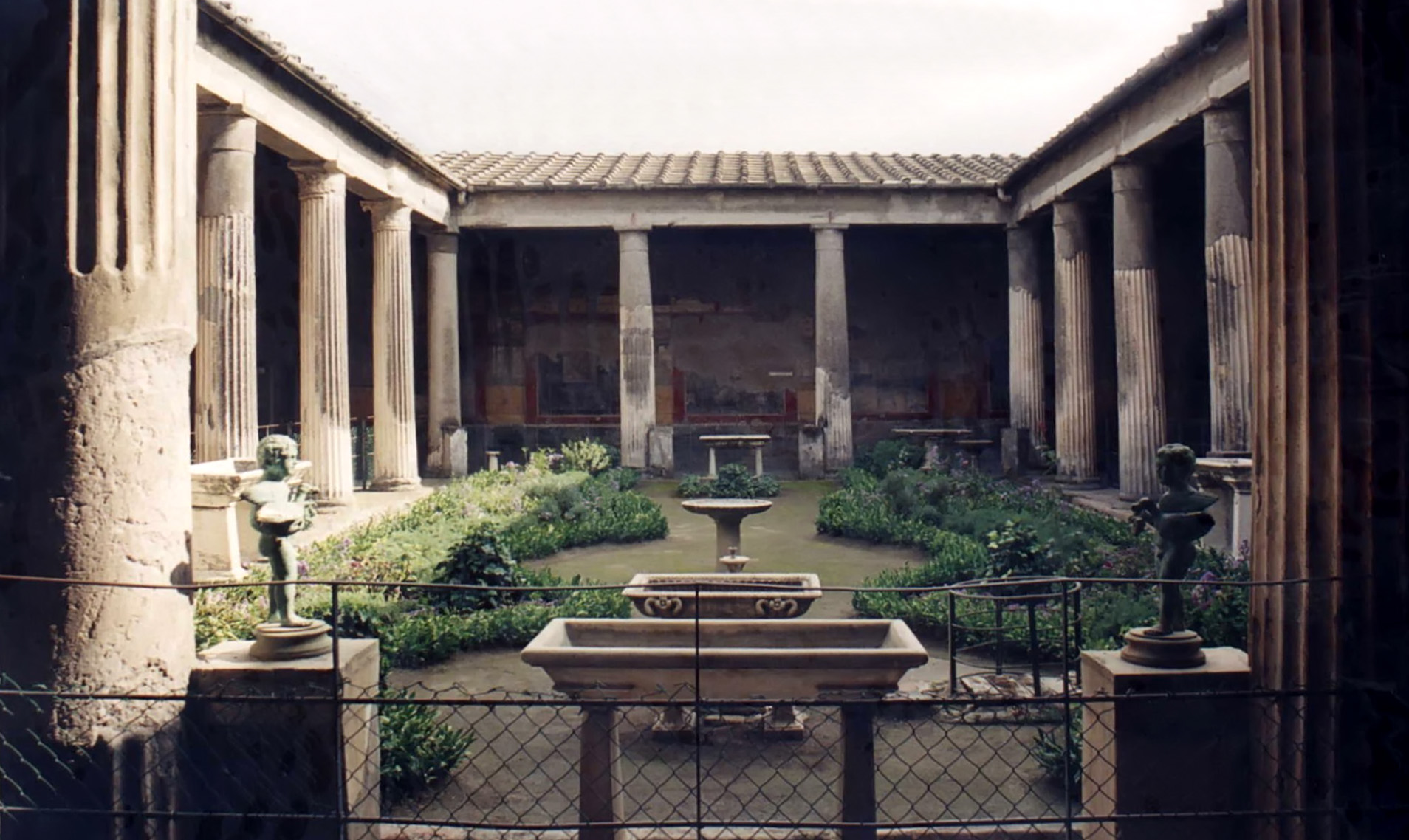
Casa de los Vettii, en Pompeya, una de las ciudades, junto con Herculano, que descubrió Roque Joaquín de Alcubierre.

Roque Joaquín de Alcubierre Morales (Zaragoza, 16 de agosto de 1702-Nápoles, 14 de marzo de 1780) fue un ingeniero militar español, conocido por haber descubierto los yacimientos arqueológicos de Pompeya, Herculano y Estabia.

## Biografía
Cursó estudios en Zaragoza, Aragón y al llegar a la edad adulta accedió al ejército como voluntario del cuerpo de ingenieros militares, puesto al que ingresó gracias al apoyo del conde de Bureta. Sus destinos le condujeron a varias ciudades, entre las que se encuentran Gerona (donde colaboró en construir fortificaciones militares), Barcelona o Madrid. En 1738 asciende a capitán y viaja a Italia. En 1750 ya era teniente coronel y en 1777 alcanzó la cima de su carrera militar con el grado de mariscal de campo.

## Descubrimiento de Herculano y Pompeya
En 1738, el rey de Nápoles Carlos de Borbón encarga a Alcubierre dirigir las prospecciones a la búsqueda de antigüedades, en el convencimiento de que se encontraban sobre las ruinas de las ciudades que fueron sepultadas por la erupción del Vesuvio del 79 d. C., y cuyo emplazamiento concreto era entonces desconocido. Estas tareas se realizaron en paralelo a los trabajos de prospección para la edificación del Palacio de Portici. Para las tareas de búsqueda de restos antiguos (no existía en esa época la disciplina de la Arqueología), que se hicieron siempre con cargo al tesoro real, tuvo como ayudantes a los ingenieros Pietro Bardet y Francisco Rorro de 1741 a 1745, al arquitecto e ingeniero Karl Jakob Weber de 1750 a 1764 y al ingeniero Francisco la Vega a partir de 1764 hasta la muerte de Alcubierre. En noviembre de 1738, tras rehabilitar y ampliar un pozo que se había excavado anteriormente en busca de agua en 1710, y del que se habían extraído restos romanos, Alcubierre encontró los restos de un teatro romano que, gracias a una inscripción encontrada al mes siguiente, fue identificado como el de la ciudad romana de Herculano. Desde ese momento solicitó al rey con insistencia el consentimiento para seguir adelante con las excavaciones a gran escala, que le fue otorgado el mismo año, aunque con escasos medios humanos y materiales. A partir de ese momento los hallazgos se suceden ininterrumpidamente. En 1750 tuvo lugar de forma casual el descubrimiento de la Villa de los Papiros, mientras se excavaba un nuevo pozo para la irrigación del palacio real de Portici.
En 1748 inició las prospecciones de la ciudad antigua de Pompeya, que tenía como rasgo distintivo el haber encontrado la vida romana tal y como fue, con sus habitantes sorprendidos y sepultados por la erupción del Vesubio. Esto obligó a un cambio radical en el concepto de excavación arqueológica que hasta entonces se tenía, pues solo interesaba conseguir obras artísticas para engrosar las colecciones privadas y estatales de objetos lujosos. Más tarde, Alcubierre excavaría también la villas de Asinio Pollio (Sorrento) y otros restos en Capri, Pozzuoli y Cumas. 
A partir de 1750 comenzaron rencillas y disensiones con sus subalternos (sobre todo con Karl Jakob Weber), hasta el punto de ser apartado parcialmente de sus responsabilidades al frente de las excavaciones, aunque continuó siendo el director de las mismas hasta su muerte en 1780, tras lo cual fue sustituido por Francisco la Vega. La competencia de Alcubierre (y casi en la misma medida las de Mazzocchi, Paderni, Canart y otros responsables de las antigüedades encontradas) fue ácidamente atacada por Winckelmann, lo que, junto a las intrigas de la corte en este confuso periodo contribuyeron al olvido de los hallazgos y méritos del aragonés.